# 松尾官平
松尾官平（1927年1月25日—），日本自由民主党前参议员、全国青年议员联盟东北北海道地区联络协议会会长。青森县人。

## 生平
1927年1月25日生。1949年中央大学经济学部肄业。1952年起历任三戶町教育委员、三戶町社会教育委员、体育指导委员、体育协会副会长。1975年5月任青森县议会副议长。1977年6月、1986年7月两次当选参议院议员。后任自民党青森县联合会政调会会长。还历任自民党国民运动本部副本部长、自民党商工部会剔部会长、全国商工联合会理事，参议院商工委员会委员、预算委员会理事、灾害对策特别委员会委员。后任劳动省政务次官。